# Riccardo Rossi (politico)
Riccardo Rossi (Trani, 7 giugno 1964) è un politico italiano, sindaco di Brindisi dal 2018 al 2023 e presidente della Provincia di Brindisi dal 2018 al 2022.

## Biografia
Laureato in ingegneria elettronica nel 1990, si è specializzato in optoelettronica presso il CNR di Bologna e l'Alcatel di Milano.
Lavora a Brindisi dal 1995 e dal 2002 è ricercatore presso l'ENEA.
È sposato e padre di due figlie.

### Attività politica
Nel 2011 insieme ad altri cittadini attivi e movimenti fonda il movimento politico culturale Brindisi Bene Comune.
Si è presentato come candidato sindaco per la lista Brindisi Bene Comune nelle elezioni amministrative del 2012 e, insieme ad altre formazioni di sinistra, nel 2016, venendo eletto entrambe le volte consigliere comunale.
Inoltre si è candidato alla presidenza della regione Puglia nelle amministrative del 2015 con la lista L'Altra Puglia ispirata a L'Altra Europa con Tsipras senza però riuscire ad entrare nel consiglio.
Alle elezioni amministrative del 2018 si presenta come candidato sindaco alla testa di una coalizione formata da Brindisi Bene Comune, Partito Democratico, Liberi e Uguali e Ora Tocca a Noi (lista civica). Al primo turno ottiene il 23,5% dei voti andando al ballottaggio contro Roberto Cavalera, candidato del centro-destra (37,7%); vince il ballottaggio ottenendo il 56,6% dei voti.
Il 31 ottobre dello stesso anno è stato eletto anche presidente della provincia di Brindisi. Si dimette dalla carica nel 2022: al suo posto è eletto il sindaco di Mesagne Toni Matarrelli.
Nel 2022 aderisce, insieme al suo movimento Brindisi Bene Comune, ad Europa Verde.
Si ricandida a sindaco per le amministrative del 2023 con la sola lista di Alleanza Verdi e Sinistra, piazzandosi al quarto posto con il 10,15% dei voti e venendo perciò escluso dal ballottaggio.